# Flagge Brasiliens

Gösch

Präsidentenflagge

Die Flagge Brasiliens zeigt eine gelbe Raute auf grünem Grund.
Die Farben stehen ursprünglich nicht für das Grün der weiten Urwälder und die zahlreichen Bodenschätze (gelb) des Landes. Grün ist vielmehr die Farbe des Hauses Braganza, Gelb die der Habsburger.

## Beschreibung
Der blaue Bereich in der Raute stellt den Himmel über Rio de Janeiro am 15. November 1889 um 8:30 Uhr dar – der Ort und die Zeit der Proklamation der Republik. Die Abbildung ist invertiert, als befände sich der Betrachter außerhalb der Himmelskugel und würde durch die auf derselben angeordneten Sternbilder auf Brasilien blicken. Die 27 Sterne stehen für die 26 Bundesstaaten Brasiliens und den Bundesdistrikt. Ihre Zahl erhöhte sich von 21 (1889–1960) über 22 (1960–1968) und 23 (1968–1992) auf 27 Sterne (seit 1992).
Das portugiesische Motto ordem e progresso [ɔɾdeĩ i pɾu'gɾɛsu], deutsch ‚Ordnung und Fortschritt‘, des weißen Spruchbandes geht auf den Franzosen Auguste Comte zurück, dessen Philosophie (dem Positivismus) die Gründerväter der Republik anhingen.

### Farben
Die Farben der Flagge sind in keinem rechtlichen Dokument hinterlegt. Ungefähre Farben sind unten aufgeführt.
| Farbe   | Grün        | Gelb       | Blau        | Weiß        |
| ------- | ----------- | ---------- | ----------- | ----------- |
| RGB     | 0/168/89    | 255/204/41 | 62/64/149   | 255/255/255 |
| HEX     | 00A859      | FFCC29     | 3E4095      | FFFFFF      |
| CMYK    | 100/0/100/0 | 0/20/100/0 | 100/100/0/0 | 0/0/0/0     |
| Pantone | Green 355 C | Yellow C   | Blue 280 C  | White       |

## Geschichte

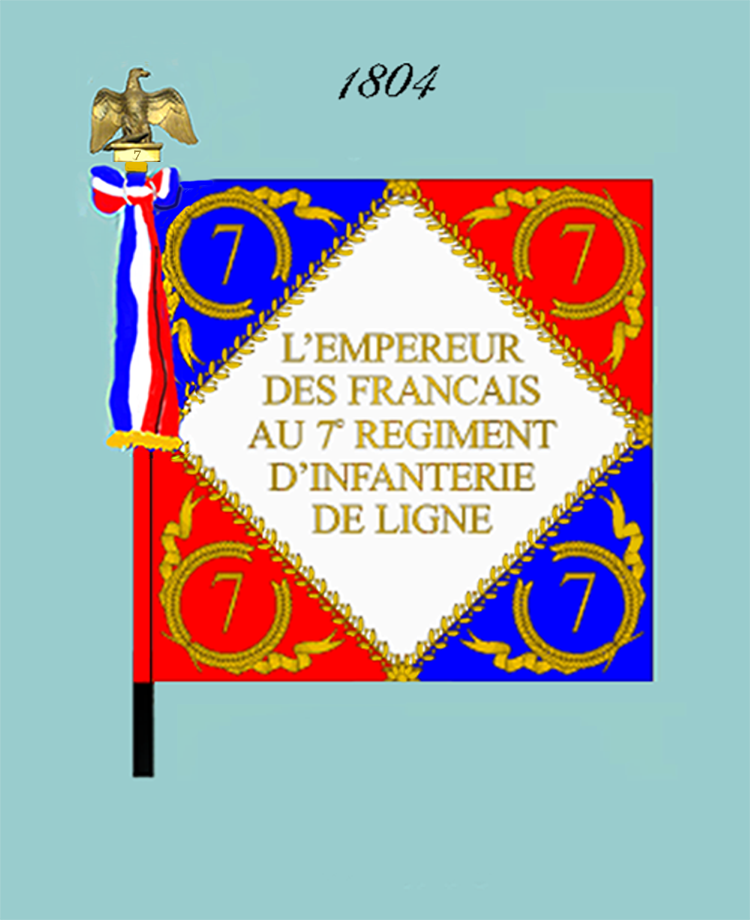
Vorbild: kaiserlich-französische Regimentsflagge

Anlässlich der Erklärung der Unabhängigkeit von Portugal nahm das Kaiserreich Brasilien am 18. September 1822 eine grüne Flagge mit einer gelben Raute an, deren Ecken den Rand der Flagge berührten. Die in der Vexillologie ungewöhnliche Rautenanordnung soll französische Regimentsfahnen des Ersten Kaiserreichs zum Vorbild haben.
Die Farben der Flagge gehen auf den brasilianischen Kaiser Pedro I. zurück, der Grün, die Farbe seines Hauses (Bragança), anlässlich seiner Eheschließung mit Maria Leopoldine von Österreich mit dem Gelb der Habsburger verband. In der Mitte der Flagge erschien ein gekrönter grüner Schild, der von grünen Kaffee- und Tabakzweigen umgeben war. Auf dem Schild lag eine weiße Scheibe mit dem karmesinroten Kreuz des Christusordens in der Mitte. Dezember 1822 wurde das Kaiserwappen in die Mitte der Flagge gesetzt.
1889 wurde der letzte brasilianische Kaiser (Pedro II.) gestürzt. Die Republik ersetzte das kaiserliche Wappen auf der Flagge durch eine blaue Himmelskugel mit den Sternen des südlichen Himmels, durchzogen von einem weißen Band, das die Aufschrift Ordem e progresso trägt. Dieser Wahlspruch geht auf brasilianische Politiker, die den Kaiser gestürzt und die Erste Brasilianische Republik gegründet hatten, zurück und bezieht sich auf einen Ausspruch des positivistischen französischen Philosophen Auguste Comte. Die Sterne auf der Flagge stellen den Himmel über Rio de Janeiro am 15. November 1889 dar, den Ort und dem Zeitpunkt, an dem die Republik ausgerufen wurde. Dabei wurde auch die gelbe Raute auf der grünen Fläche auf die jetzige Größe verkleinert.
Die aktuelle Darstellung der Flagge wurde durch das Flaggengesetz Nummer 8421 am 11. Mai 1992 angenommen.

Flagge des unabhängigen Königreichs Brasilien, 18. September bis 1. Dezember 1822
1. Flagge des Kaiserreichs Brasilien, 1. Dezember 1822 bis ca. 1853
2. Flagge des Kaiserreichs Brasilien (zusätzlicher Stern im Wappen), ca. 1853 bis 15. November 1889

1. Flagge der Vereinigten Staaten von Brasilien, 15. bis 19. November 1889
2. Flagge der Vereinigten Staaten von Brasilien, 19. November 1889 bis 14. April 1960
3. Flagge der Vereinigten Staaten von Brasilien, 14. April 1960 bis 28. Mai 1968
1. Flagge der Föderativen Republik Brasilien, 28. Mai 1968 bis 11. Mai 1992

## Sterne

Sternbilder in der Flagge:
1. Prokyon (α Canis Minoris)
2. Großer Hund
3. Canopus (α Carinae)
4. Spica (α Virginis)
5. Wasserschlange
6. Kreuz des Südens
7. Sigma Octantis
8. Südliches Dreieck
9. Skorpion

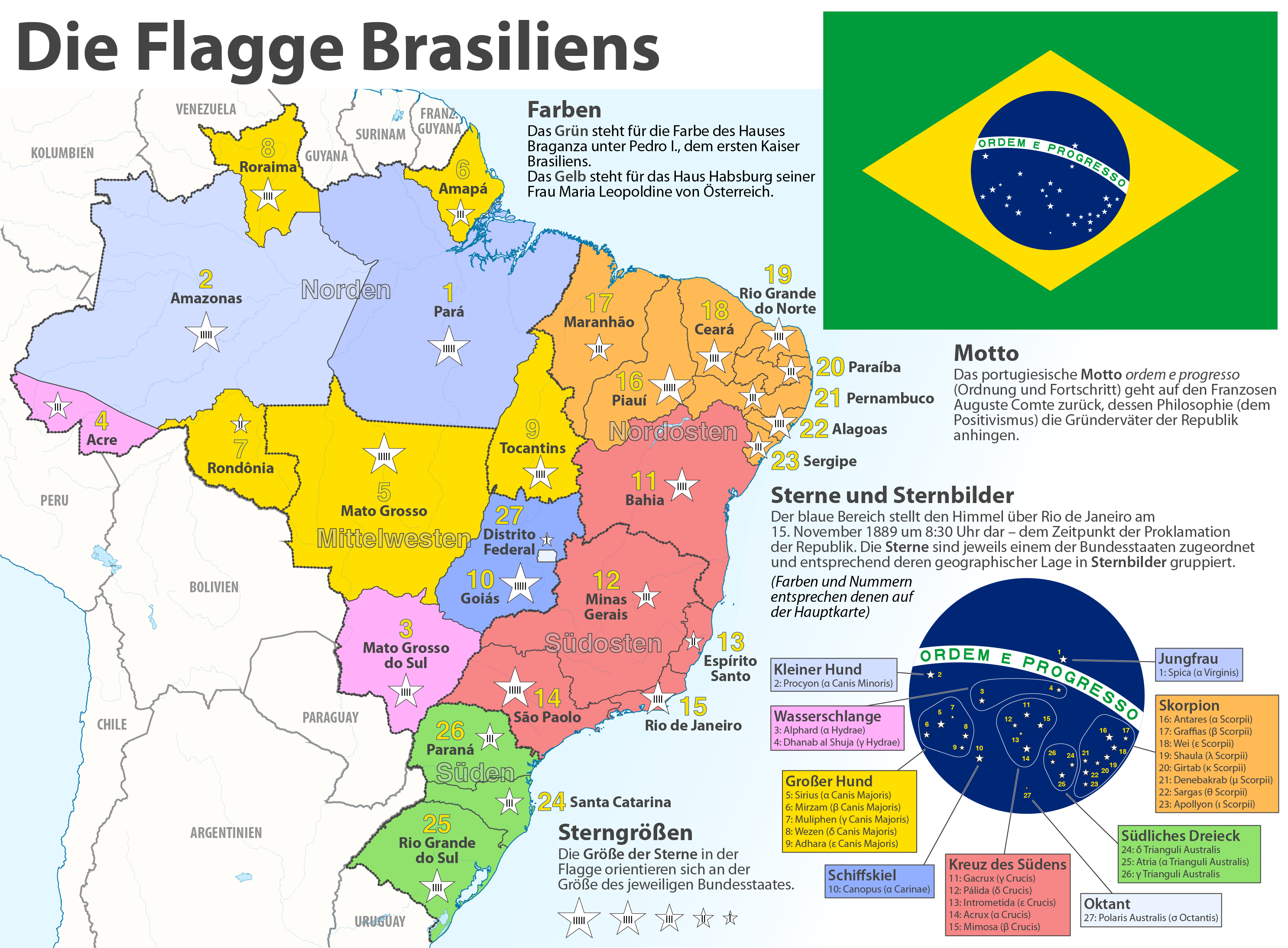
Elemente der brasilianischen Flagge

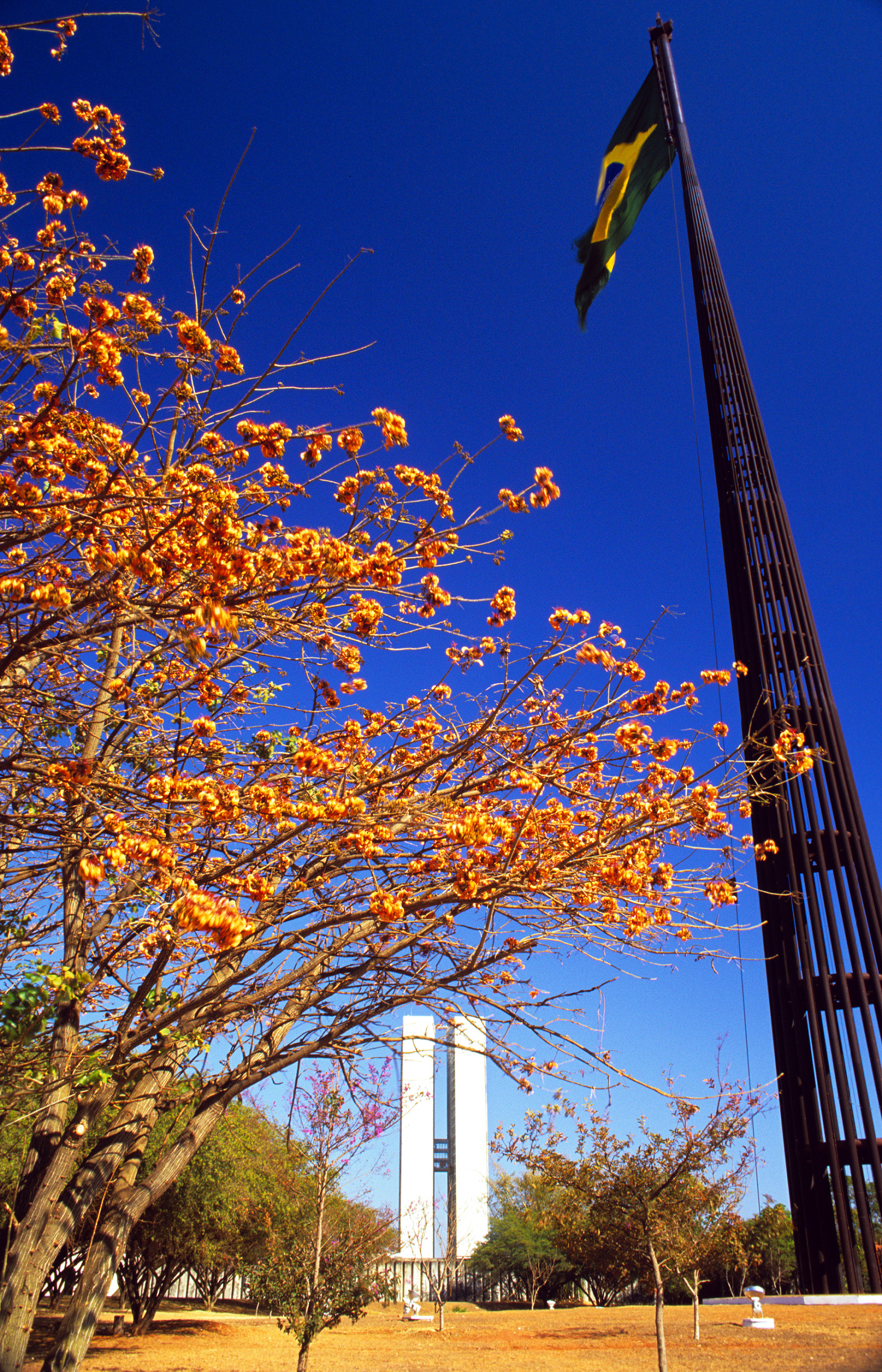
Die größte Flagge des Landes in Brasília

| Nr. | Staat               | Stern                          | Sternbild                               | Größe |
| --- | ------------------- | ------------------------------ | --------------------------------------- | ----- |
| 01  | Pará                | α Virginis (Spica)             | Jungfrau (Virgo)                        | 1     |
| 02  | Amazonas            | α Canis Minoris (Prokyon)      | Kleiner Hund (Canis Minor)              | 1     |
| 03  | Mato Grosso do Sul  | α Hydrae (Alphard)             | Wasserschlange (Hydra)                  | 2     |
| 04  | Acre                | γ Hydrae                       | Wasserschlange (Hydra)                  | 3     |
| 05  | Mato Grosso         | α Canis Majoris (Sirius)       | Großer Hund (Canis Major)               | 1     |
| 06  | Amapá               | β Canis Majoris (Murzim)       | Großer Hund (Canis Major)               | 3     |
| 07  | Rondônia            | γ Canis Majoris (Muliphein)    | Großer Hund (Canis Major)               | 4     |
| 08  | Roraima             | δ Canis Majoris (Wezen)        | Großer Hund (Canis Major)               | 2     |
| 09  | Tocantins           | ε Canis Majoris (Adhara)       | Großer Hund (Canis Major)               | 2     |
| 10  | Goiás               | α Carinae (Canopus)            | Kiel des Schiffs (Carina)               | 1     |
| 11  | Bahia               | γ Crucis (Gacrux)              | Kreuz des Südens (Crux)                 | 2     |
| 12  | Minas Gerais        | δ Crucis (Decrux)              | Kreuz des Südens (Crux)                 | 3     |
| 13  | Espírito Santo      | ε Crucis                       | Kreuz des Südens (Crux)                 | 4     |
| 14  | São Paulo           | α Crucis (Acrux)               | Kreuz des Südens (Crux)                 | 1     |
| 15  | Rio de Janeiro      | β Crucis (Becrux)              | Kreuz des Südens (Crux)                 | 2     |
| 16  | Piauí               | α Scorpii (Antares)            | Skorpion (Scorpius)                     | 1     |
| 17  | Maranhão            | β Scorpii (Graffias)           | Skorpion (Scorpius)                     | 3     |
| 18  | Ceará               | ε Scorpii                      | Skorpion (Scorpius)                     | 2     |
| 19  | Rio Grande do Norte | λ Scorpii (Shaula)             | Skorpion (Scorpius)                     | 2     |
| 20  | Paraíba             | κ Scorpii (Girtab)             | Skorpion (Scorpius)                     | 3     |
| 21  | Pernambuco          | µ Scorpii                      | Skorpion (Scorpius)                     | 3     |
| 22  | Alagoas             | θ Scorpii (Sargas)             | Skorpion (Scorpius)                     | 2     |
| 23  | Sergipe             | ι Scorpii                      | Skorpion (Scorpius)                     | 3     |
| 24  | Santa Catarina      | β Trianguli Australis (Betria) | Südliches Dreieck (Triangulum Australe) | 3     |
| 25  | Rio Grande do Sul   | α Trianguli Australis (Atria)  | Südliches Dreieck (Triangulum Australe) | 2     |
| 26  | Paraná              | γ Trianguli Australis          | Südliches Dreieck (Triangulum Australe) | 3     |
| 27  | Distrito Federal    | σ Octantis (Polaris Australis) | Oktant (Octans)                         | 5     |